# Olyras staudingeri
Olyras staudingeri är en fjärilsart som beskrevs av Frederick DuCane Godman och Osbert Salvin 1897. Olyras staudingeri ingår i släktet Olyras och familjen praktfjärilar. Inga underarter finns listade i Catalogue of Life.